# Ronela Hajati

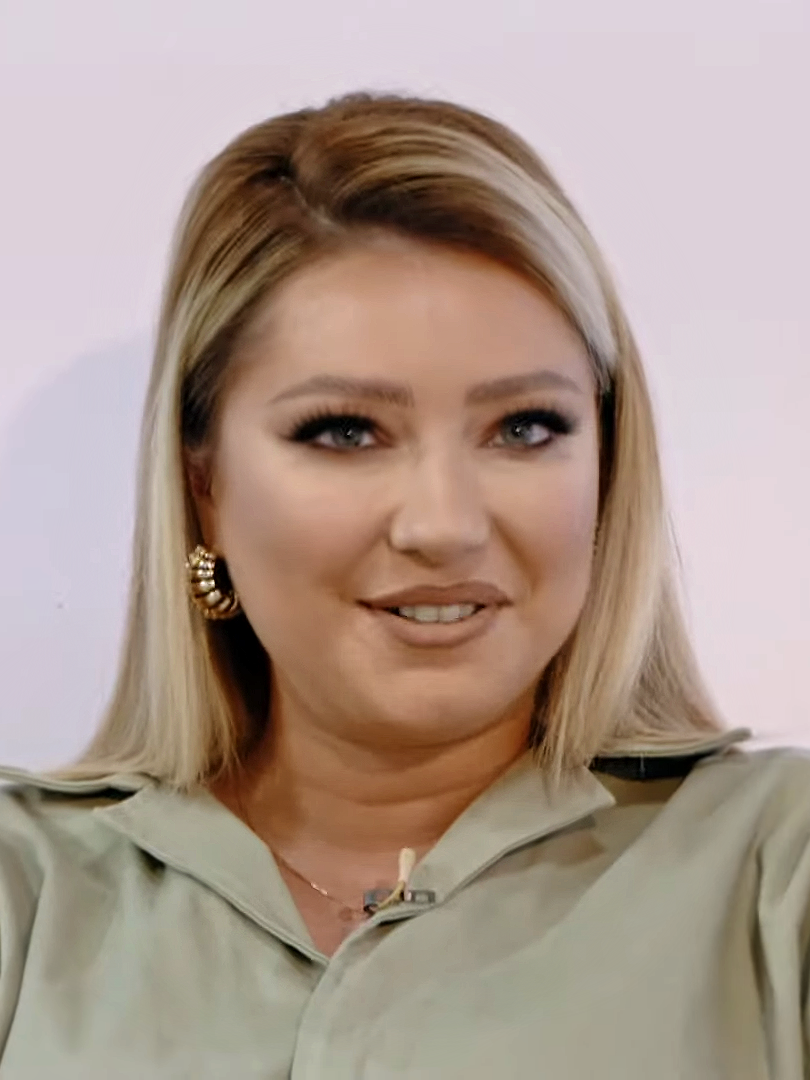
Ronela Hajati, 2021

Ronela Hajati (* 2. September 1989 in Tirana) ist eine albanische Sängerin, Songwriterin und Tänzerin. Sie vertrat Albanien beim Eurovision Song Contest 2022 in Turin mit ihrem Lied Sekret.

## Leben und Karriere

### 1989–2016: Herkunft und Beginn der Karriere
Schon als Kind interessierte sich Hajati für Musik und lernte bereits zu Grundschulzeiten Ballett und Klavierspielen. Auch nahm sie an verschiedenen albanischen Gesangs- und Tanzwettbewerben teil. Es folgten Auftritte bei verschiedenen Musikveranstaltungen wie Top Fest und Kënga Magjike. Bekanntheit erreichte sie 2013 mit der Veröffentlichung ihrer Single Mala Gata. Mit ihren Singles A do si kjo (2015) und Marre (2016) erreichte sie jeweils den 13. Platz in den albanischen Charts.

### 2017 bis heute: Chartplatzierungen und Eurovision Song Contest
2017 und 2018 veröffentlichte Hajati insgesamt vier Singles, die alle die Top 30 der albanischen Charts erreichten. Im Dezember 2018 nahm Hajati erneut an Kënga Magjike teil und erreichte mit ihrem Lied Vuj den vierten Platz. Nach mehreren Singles, die die Top 10 der albanischen Charts belegten, gelang ihr mit MVP ihr erster Nummer-1-Hit. Im Juli 2020 bat der Fußballclub KF Tirana Hajati, die Vereinshymne Bardh' e Blu anlässlich der Hundertjahrfeier des Vereins neu zu produzieren und aufzuführen. Im März 2021 gab Hajati bekannt, dass im folgenden Jahr ihr Debütalbum RRON veröffentlicht werden soll.
Im November 2021 wurde bekannt, dass Hajati an der 60. Ausgabe des Festivali i Këngës teilnehmen würde. Am 29. Dezember 2021 gewann Hajati das traditionelle albanische Musikfestival mit ihrem Lied Sekret und hat somit Albanien beim Eurovision Song Contest 2022 in Turin vertreten. Sie konnte sich im 1. Halbfinale jedoch nicht für das Finale qualifizieren.
2023 nahm Hajati am san-marinesischen Vorentscheid für den Eurovision Song Contest 2023, Una Voce per San Marino, teil, wo sie sich für das Finale qualifizieren konnte, jedoch nicht die Top 10 erreichte.

## Diskografie

### Singles
- 2006: Requiem (mit Orgesa Zaimi)
- 2007: Me ty nuk shkoj
- 2009: Shumë Nice
- 2009: Kam frikë te të dua
- 2010: Harroje
- 2011: Neles (feat. Visari Skillz)
- 2012: Nuk ka më kthim
- 2013: Mala Gata
- 2013: Mos ma Isho
- 2014: Veç na (mit Agon Amiga)
- 2015: A do si kjo
- 2016: Amini
- 2016: Marre
- 2016: Syni i jemi (mit Young Zerka)
- 2017: Mos ik
- 2017: Ladies
- 2017: Sonte (mit Lyrical Son)
- 2017: Diamanta (mit Young Zerka)
- 2018: Maje men
- 2018: Do ta luj
- 2018: Vuj
- 2019: Pa dashni
- 2019: Çohu (feat. Don Phenom)
- 2019: Lage
- 2019: MVP
- 2020: Genjeshtar je X Pare
- 2020: Bardh e blu
- 2021: Prologue
- 2021: Shumë i mirë
- 2021: Aventura
- 2021: Alo (feat. Vig Poppa)
- 2021: Leje (feat. Klement)
- 2021: Sekret
- 2022: Gips (mit MatoLale)
- 2022: Caramel
- 2022: Valle
- 2023: Salvaje
- 2023: Shtroje me leke
- 2023: Si yll
- 2023: Shikimet (mit Marsel)
- 2023: Si ke mujt (mit Olsi Bylyku)
- 2023: Hajde shpirti (mit Fifi)
- 2023: Kaj kaj (mit Emra Brah und Skerdi)
- 2023: Jeta kriminale
- 2023: Himni
- 2023: Shko
- 2023: Epoka (mit Kamali)
- 2024: Jepi gaz
- 2024: Teketek (mit EngliVersal und SiperCrax)
- 2024: Ta ta ta
- 2024: Labirinth
- 2024: Panama (mit Varrosi)
- 2025: Mala gata (mit Elgit Doda)
- 2025: Te du fort
- 2025: Dashni e fundet (mit Eli Malaj)
- 2025: Harram (mit Bardhi)
- 2025: Walla (mit Emra Brah)
- 2025: Hana

### Gastbeiträge
- 2017: Ka je 2x (Adrian Gaxha feat. Ronela Hajati)
- 2019: Dilema (Don Phenom feat. Ronela Hajati)
- 2022: Papi Chulo (MatoLale feat. Ronela Hajati)